# Joseph Cigana
Joseph Cigana (* 14. September 1932 in Gaiarine, Italien; † 2. Dezember 2022 in Mourens) war ein italienisch-französischer Radrennfahrer.

## Sportliche Laufbahn
Cigana wurde in Italien als Giuseppe Cigana geboren. Ab 1955 hatte er die französische Staatsbürgerschaft und änderte seine Vornamen in Joseph. Er war Straßenradsportler und wurde 1953 Berufsfahrer im Radsportteam Alcyon-Dunlop. Er blieb bis 1957 als Radprofi aktiv. 1953 siegte er im Etappenrennen Tour de l’Orne. 1954 gewann er den Circuit des Deux-Sèvres vor Jean Desbats und den Circuit de la Chalosse. Im Einzelzeitfahren Manche–Océan wurde er Zweiter hinter Albert Bouvet. 1956 und 1957 war er erneut im Eintagesrennen Circuit de la Chalosse erfolgreich.
Die Tour de France fuhr er 1954 und schied aus.

## Familiäres
Sein Enkel Thomas Boudat ist ebenfalls Radrennfahrer und wurde Omnium-Weltmeister 2014.